# 鈴木Fronte
鈴木Fronte乃日本鈴木汽車工業（今鈴木公司）於1962年至1989年之間開發製造的輕型車。本條目將此車系的轎車型、掀背車型、商用車型等一併記入。
關於車名來自英語「frontier」，意為「業界之先驅者」。

## 歷史與概要
1962年鈴木Fronte衍生自鈴木Suzulight，1979年該車款又發展出鈴木Alto。雖然都是輕型車等級，卻隨著時代變遷與消費者需求而出現各式不同產品。Fronte雖然在1989年停產，不過2005年的東京車展上也出現以此車款為發想起源的概念車「鈴木LC」。

### 第一代TLA/FEA/FEA-II型（1962年-1967年）
1962年 - 3月以「鈴木Suzulight Fronte TLA」之名上市，實質上為1959年7月出品的廂型車Suzulight TL之乘用車版本，頭一年上市便出售2,565輛。動力心臟為360c.c.直列二缸氣冷式二衝程TLA型引擎，可輸出21ps / 5,500rpm的最大馬力、3.2kg·m / 3,700rpm的扭力峰值，採前置前驅的佈局設定。TLA型引擎的氣缸採分開鑄造的工法，除了增加冷卻效率，也節省製造成本。事實上這款車仿製了德國北德汽車與發動機公司（（德文）Norddeutsche Automobil und Motoren GmbH）於1953年推出的洛伊德LP400，不但引擎機械構造相同，前後懸吊系統也同樣採單A臂懸吊加上橫置半橢圓葉片彈簧式的設計。當時大學畢業生的起薪是2萬6千日圓左右，該車款的售價只需38萬日圓。
1963年 - 3月改搭載更精進的FEA型引擎，採新開發的SELMIX分離潤滑技術（セルミックス），最大馬力21ps / 5,000rpm。
1965年 - 10月動力心臟再次精進，改用新開發的CCI分離潤滑技術（Cylinder Crankshaft Injection），使得最大馬力達22ps / 5,000rpm。為了力抗第一代豐田Publica、第一代馬自達Familia、大發Compagno、三菱Colt 800等對手，放大版的兄弟車鈴木Fronte 800上市。
1967年 - 3月正式停產。

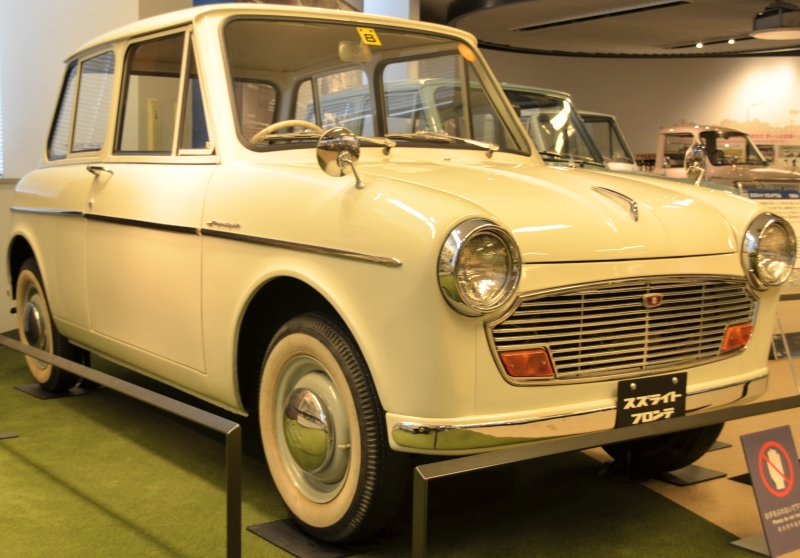
TLA型
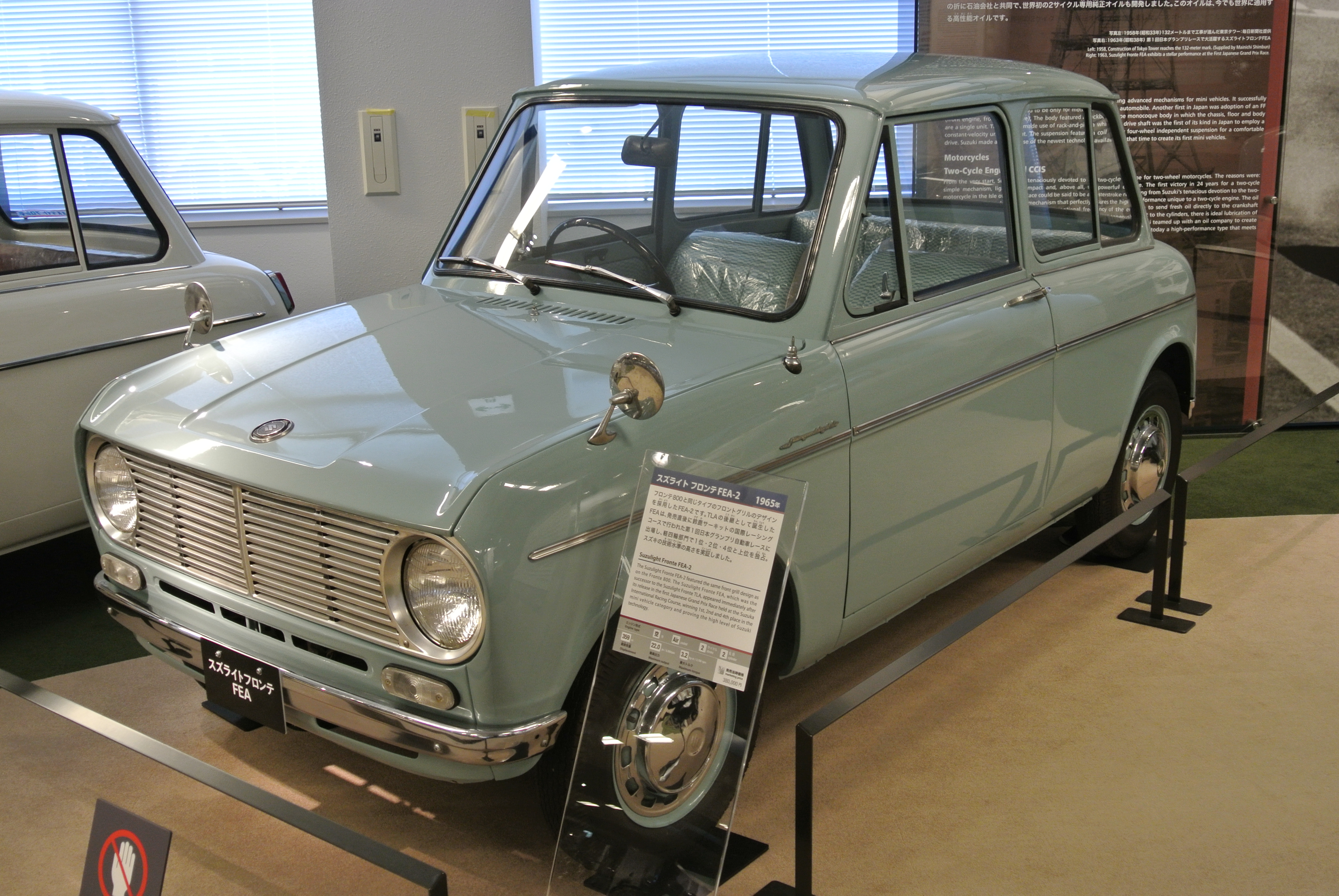
FEA-II型
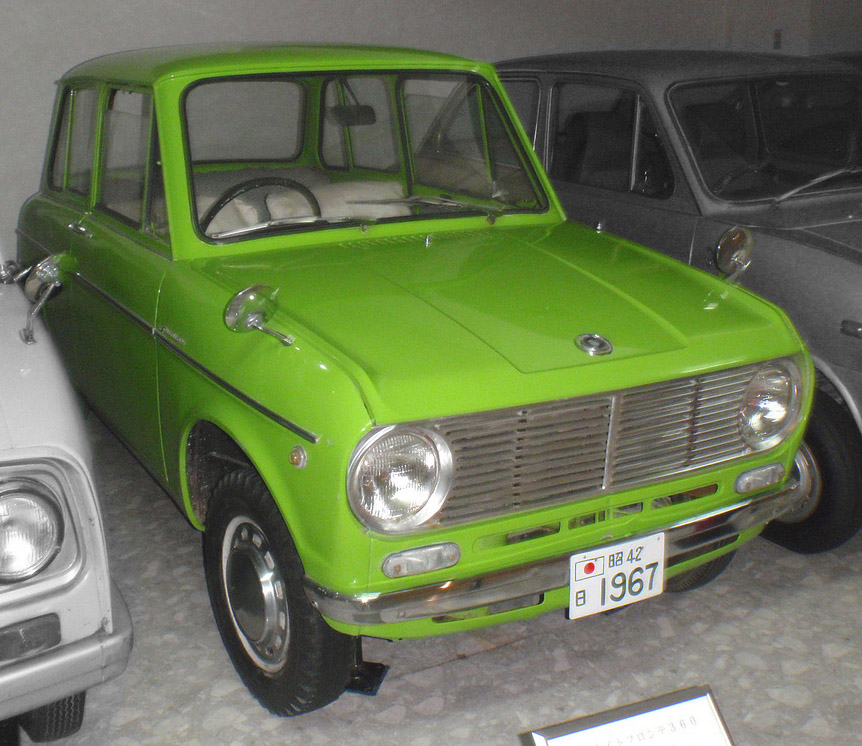

#### 競速賽事
1963年5月3日舉辦的第一屆日本大獎賽C1組（發動機排氣量低於400c.c.）中，由賽車手望月修和藤田晴久所駕駛的Fronte分別奪下第1、2名。另外，最快單圈速度的紀錄亦是由駕駛Fronte的川島勇所創，達到90.72km/hr。

### 第二代LC10/LC50型（1967年-1970年）
1967年 - 4月大改款的第二代（原廠開發代號Y-16）上市，車名變成「Suzulight Fronte 360」。當時同級車的霸主為速霸陸360，採後置後驅的佈局，所以第二代Fronte受到影響也改成後置後驅，變速排檔桿也從方向機柱移向駕駛座旁地板。動力來源為全新開發的356c.c.直列二缸氣冷式二衝程LC10型引擎，配合四速手排變速箱可輸出25ps / 5,000rpm的最大馬力及3.7kg·m / 4,000rpm的最大扭力。
1968年 - 11月追加運動化的「Fronte SS」車型（代表Street Sports），馬力提升至36ps。這款車的廣告邀請英國賽車手斯特林·莫斯及曼島TT國際觀光盃機車大賽冠軍伊藤光夫各駕駛一紅、一黃的Fronte SS，在義大利的A1高速公路馳騁，結果平均時速達到122.44km/hr；目前這輛紅色的Fronte SS收藏在原廠設於濱松市的鈴木博物館內（請見下圖）。
1969年 - 元月起開始外銷「Fronte 500」至歐洲市場，採用排氣量較大的475c.c.直列三缸氣冷式二衝程LC50型引擎，可發揮29ps / 6,000rpm的最大馬力、4.2kg·m / 4,000rpm的扭力峰值。這款車僅限外銷出口，未曾在日本本地上市。
1970年 - 4月推出高性能版的「Fronte SSS」車型，同年10月此代車款正式停產。

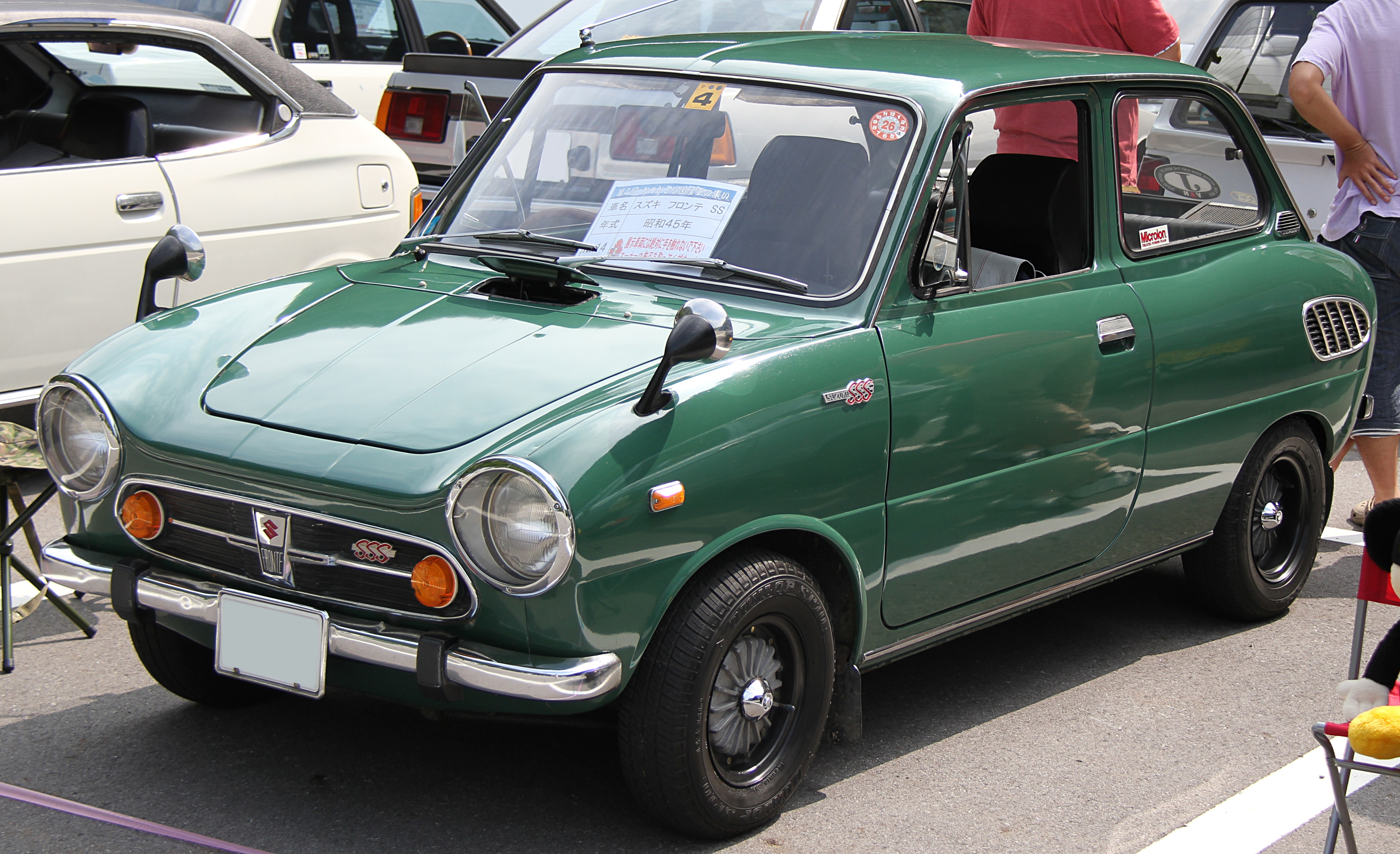
SSS車型
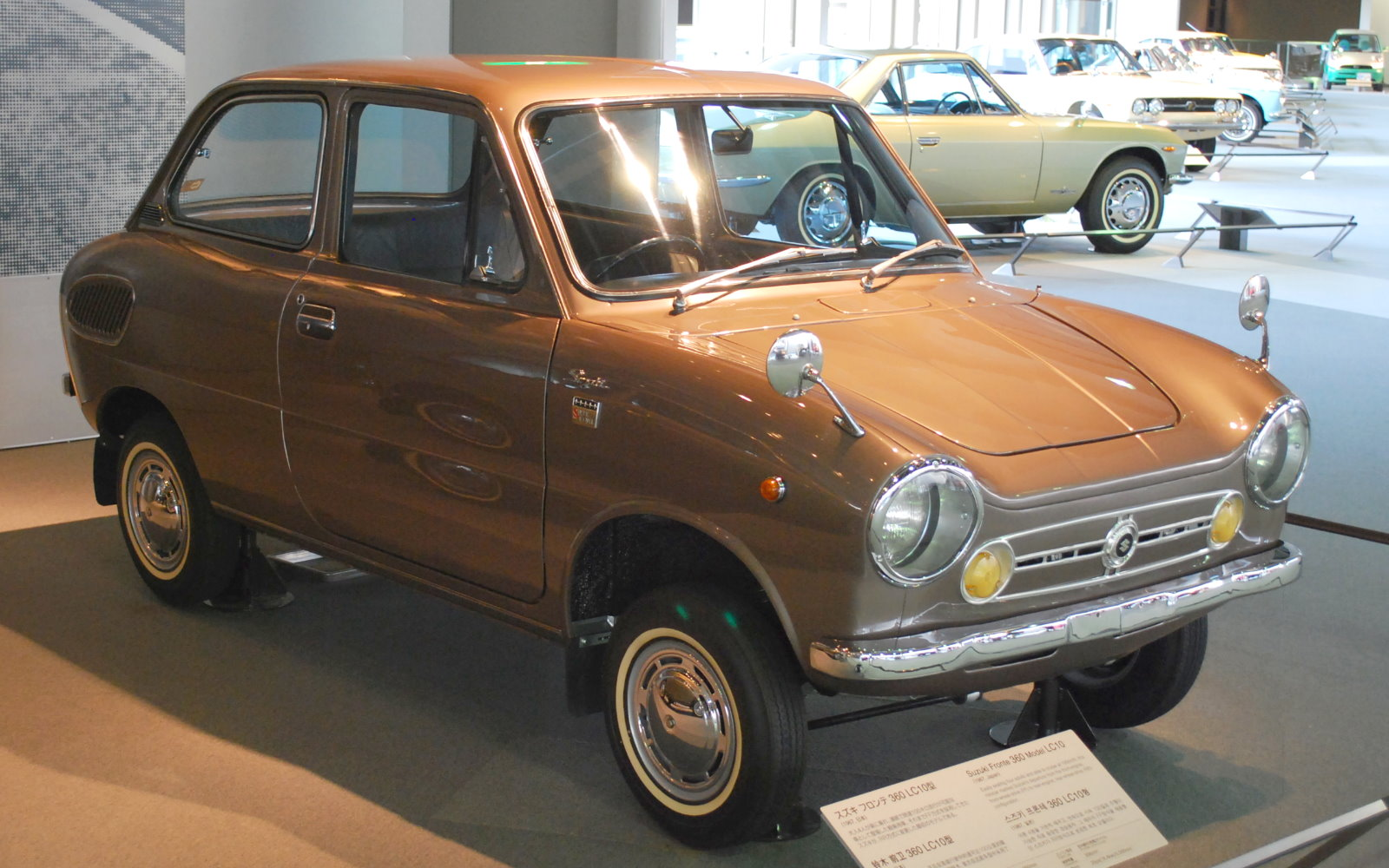
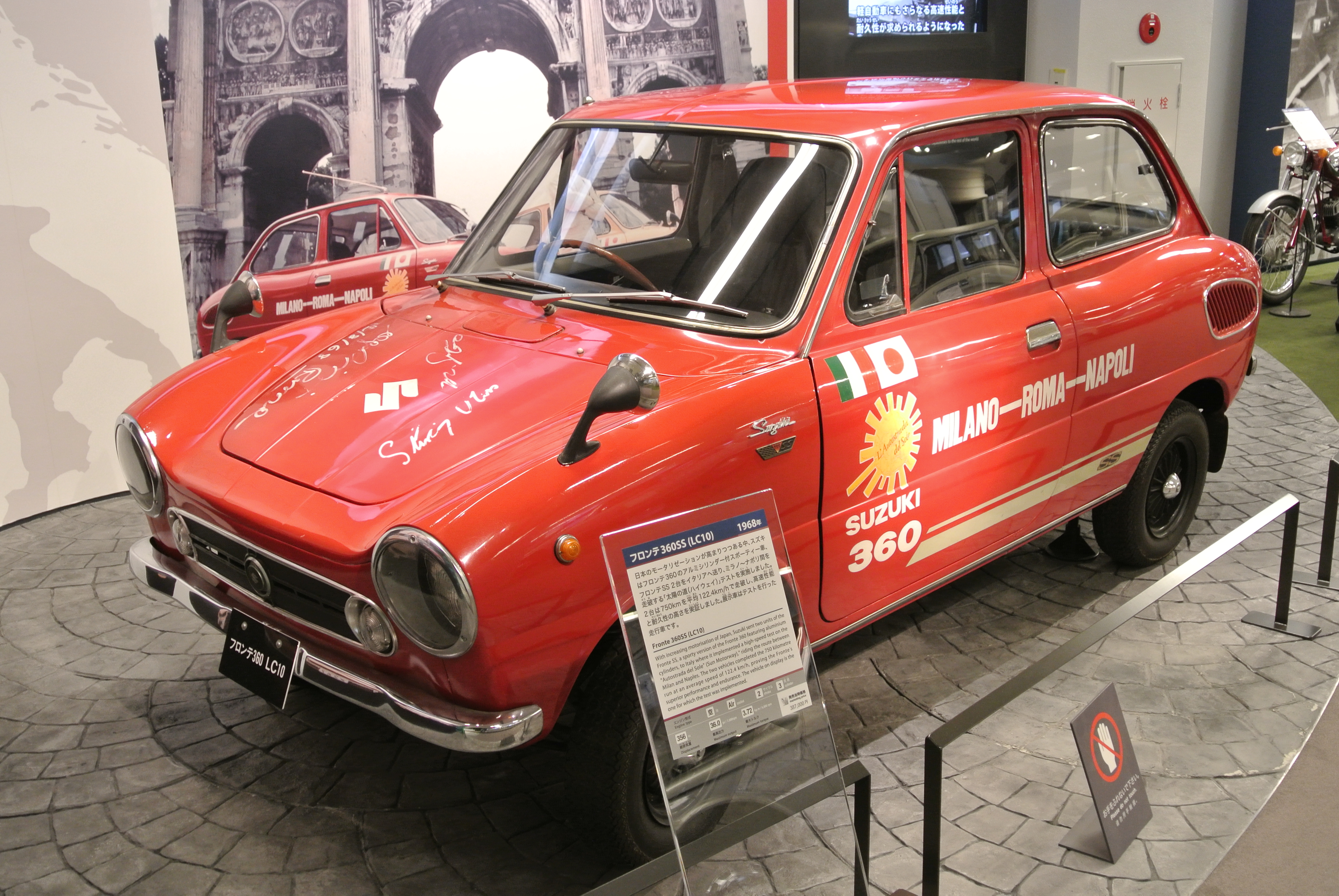
在義大利的A1高速公路創下平均時速122.44km/hr的Fronte SS
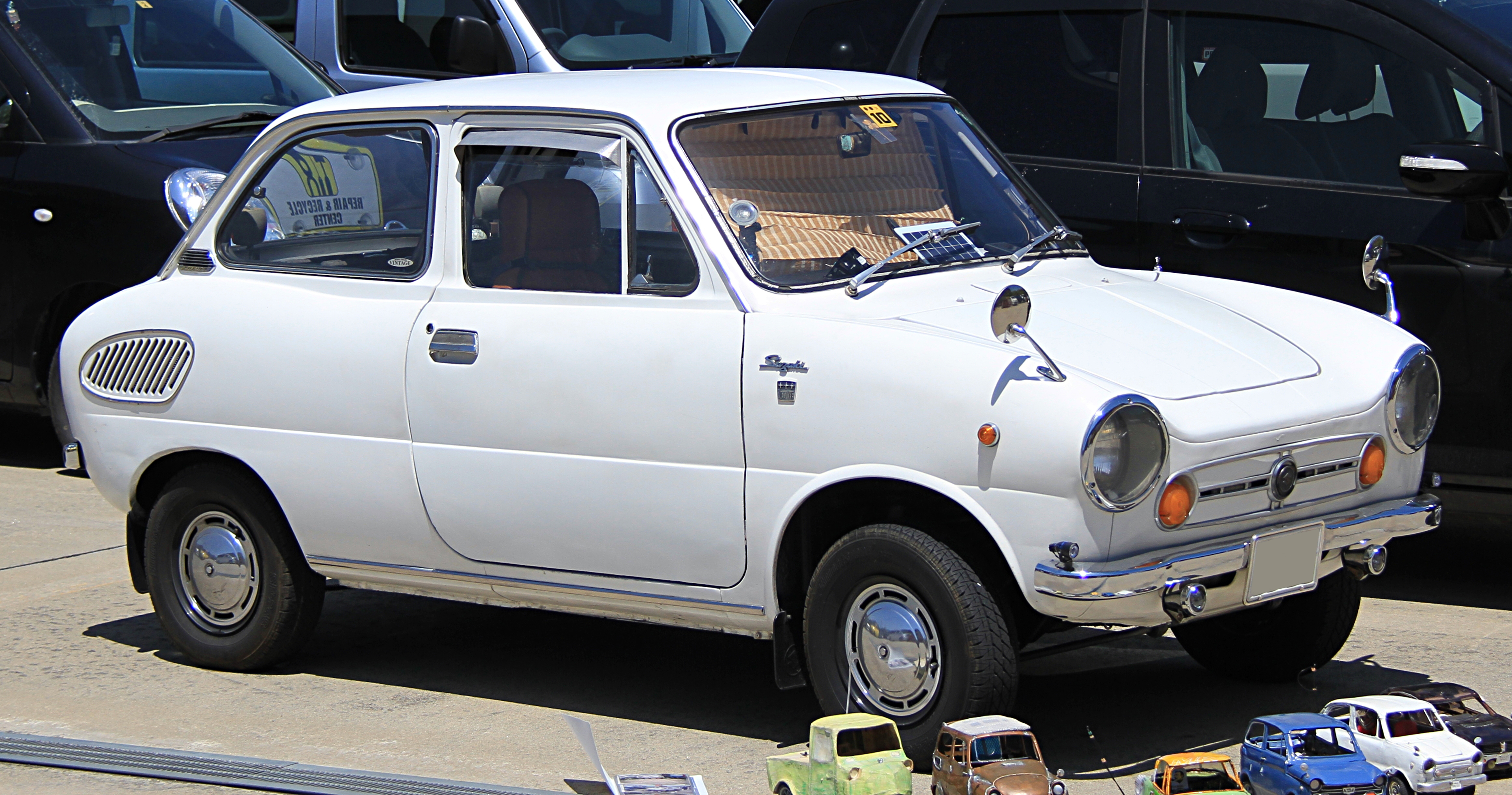
Deluxe車型車頭
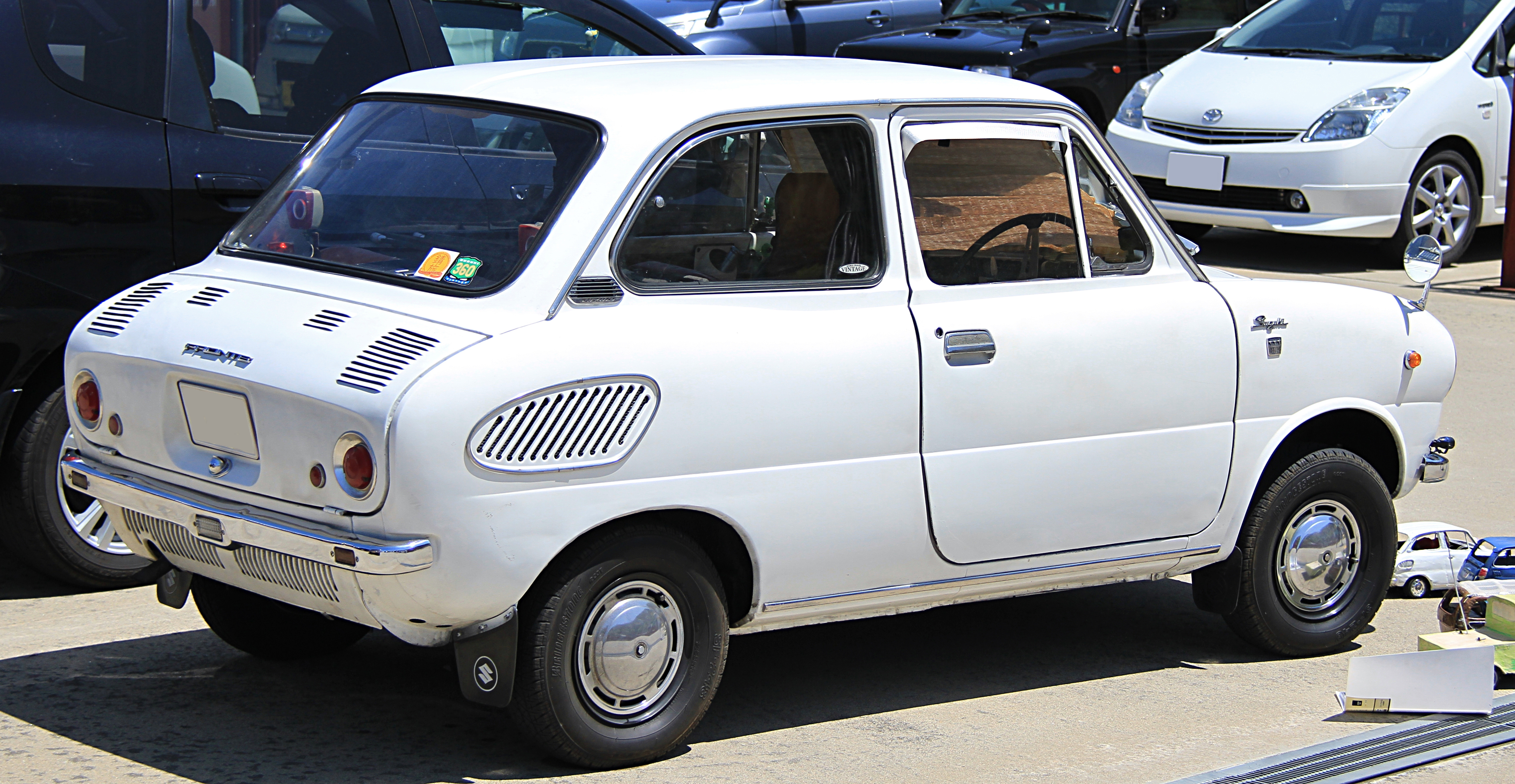
Deluxe車型車尾
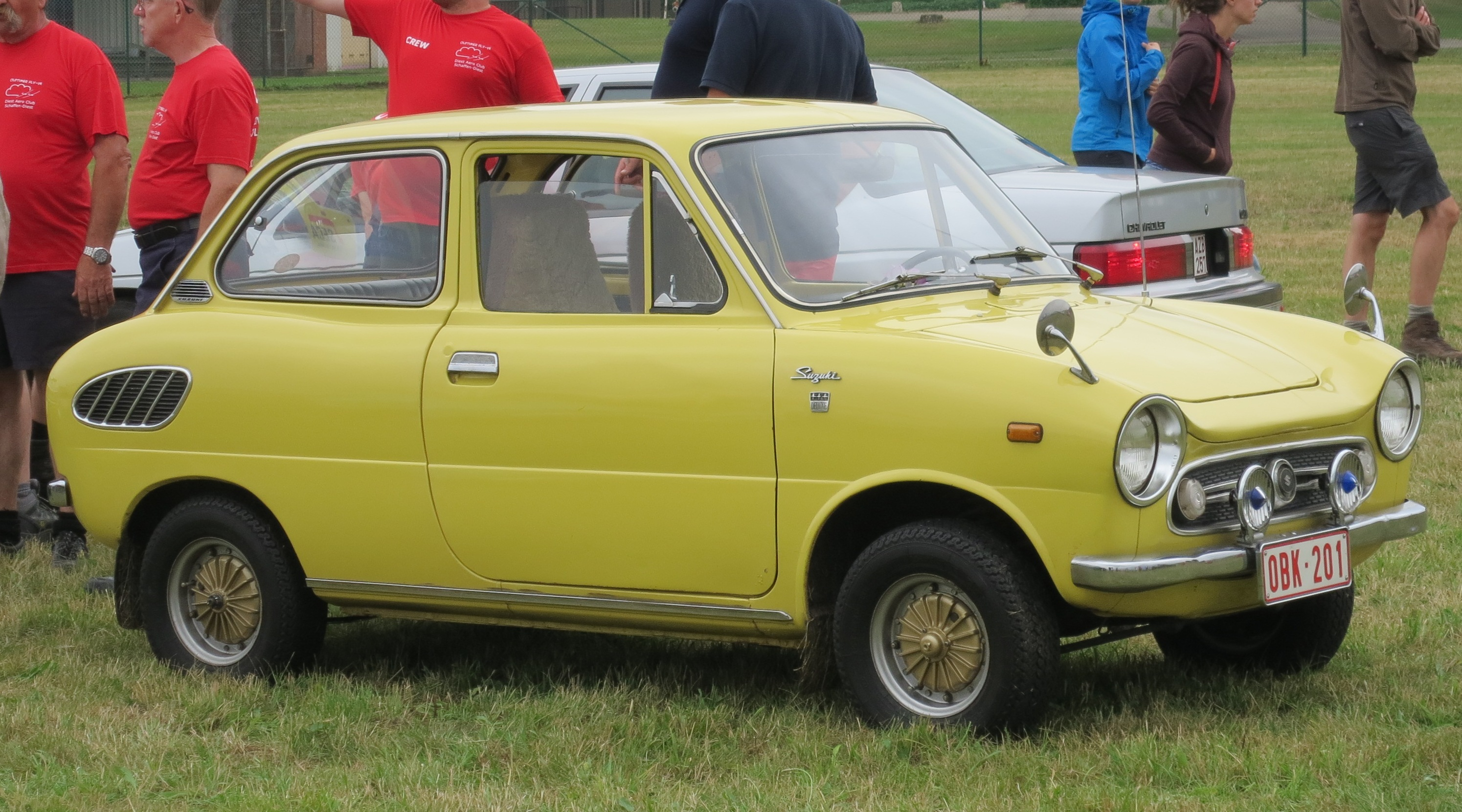
歐規Fronte 500
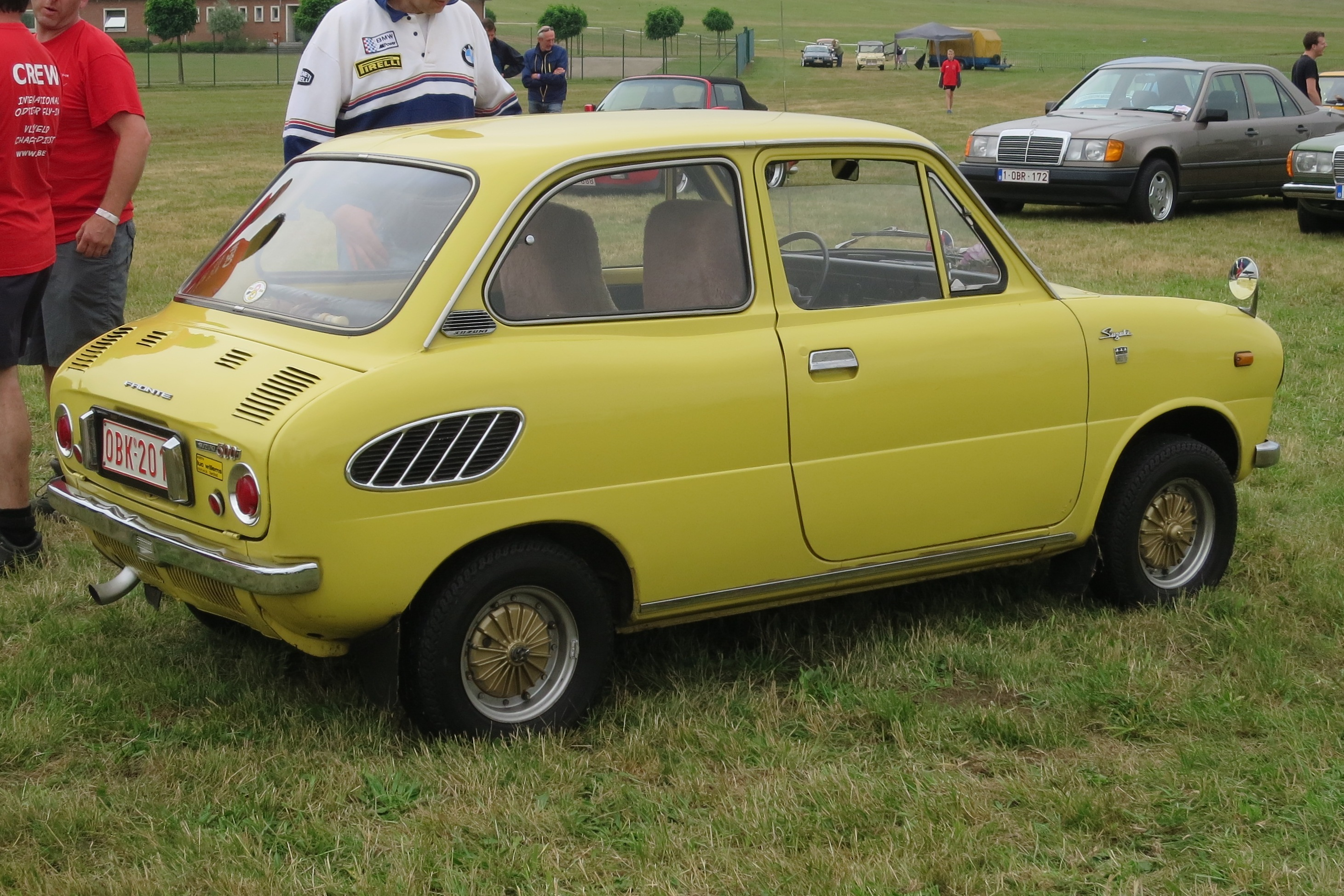

#### 商用版Fronte Van/Estate/Custom LS10/LS11/LS20型（1969年-1973年）
1969年 - 元月推出「Fronte Van」商用車（原廠代號「LS10」）。由於乘用車型Fronte 360採後置後驅佈局，這種佈局方式直接佔用車室後半部的空間，原廠遂改為前置後驅之佈局，引擎也改為縱置方向。與乘用車型Fronte 360的曲線相比，商用車版顯得較為方正，車尾玻璃可以上掀打開。動力來源為356c.c.直列三缸氣冷式二衝程LC10型，可輸出25ps / 6,500rpm的最大馬力、3.2kg·m / 5,000rpm的最大扭力。為了增加車尾空間，仿效法系車款將備胎安置於引擎室隔間，這在日系車款中相當罕見。同年7月三門旅行車型的「Fronte Estate」（原廠代號「LS11」）發售，此車型的基本構造跟商用車一樣，但第二排座椅材質較為舒適，而且車室內附上行李固定架；車尾玻璃同樣可以上掀打開。
1970年 - 6月旅行車型改成「Fronte Custom」，取消上掀式車尾玻璃，但更換進氣壩造型。同年8月推出「Fronte Hi-Custom」，馬力增至30hp，極速可達110km/hr。
1971年 - 1月廢止Fronte Custom等二種車型，同時Fronte Van小改款，變更進氣壩和尾門造型，原先的雙圓尾燈改成長方形，而且引擎具備新的CCIS分離潤滑技術（Cylinder Crank Injection and Selmix）。
1972年 - 3月Fronte Van改搭載359c.c.直列二缸水冷式二衝程L50型引擎（與第五代Carry相同），原廠代號是為LS20，最大馬力提升到28ps / 5,500rpm、峰值扭力3.7kg·m / 5,000rpm。進氣壩造型變換，尾燈和後方向燈整合為一體。
1973年 - 4月此車型正式停產，改由原廠代號LS30的「Fronte Hatch」取代。

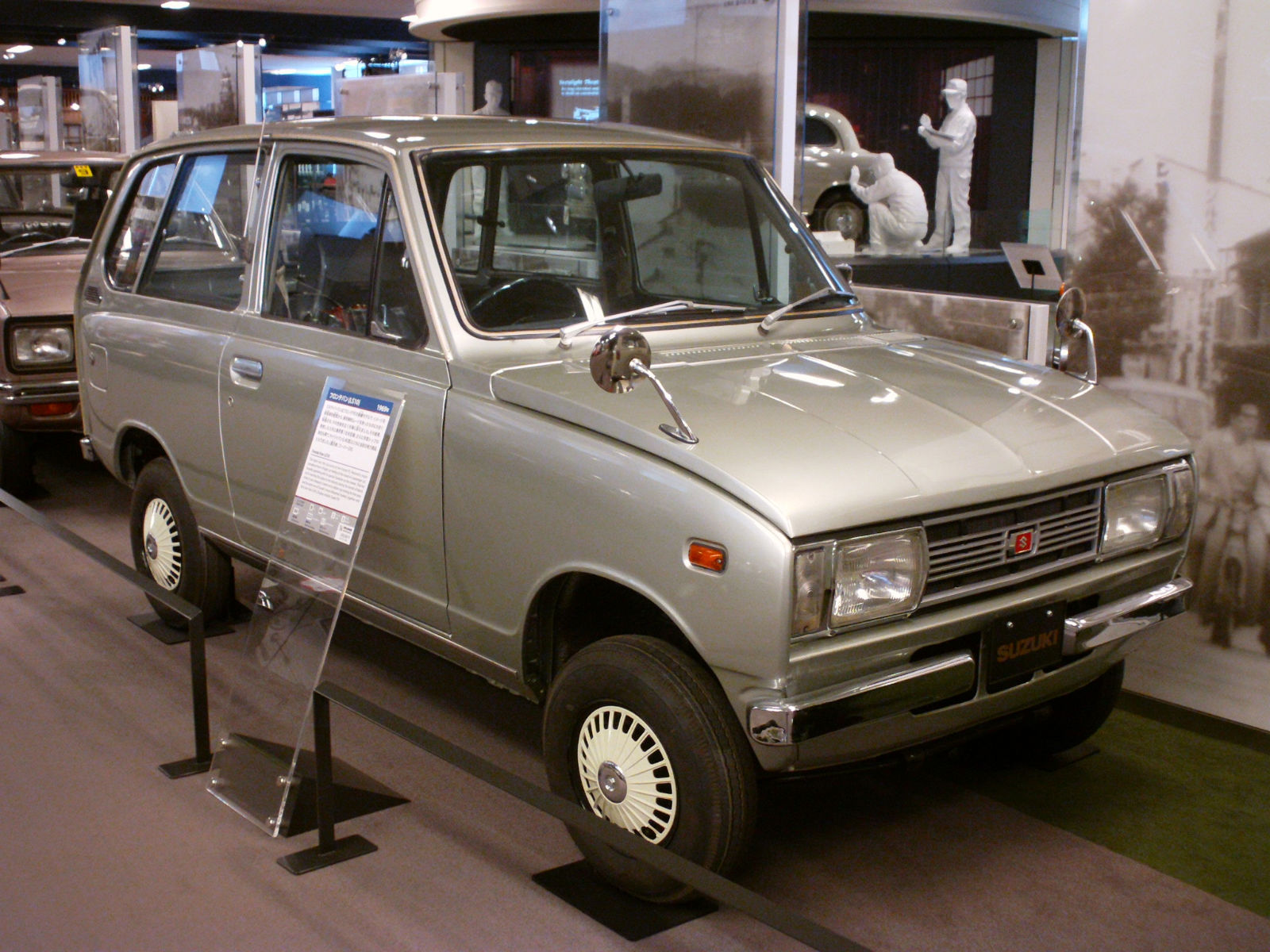
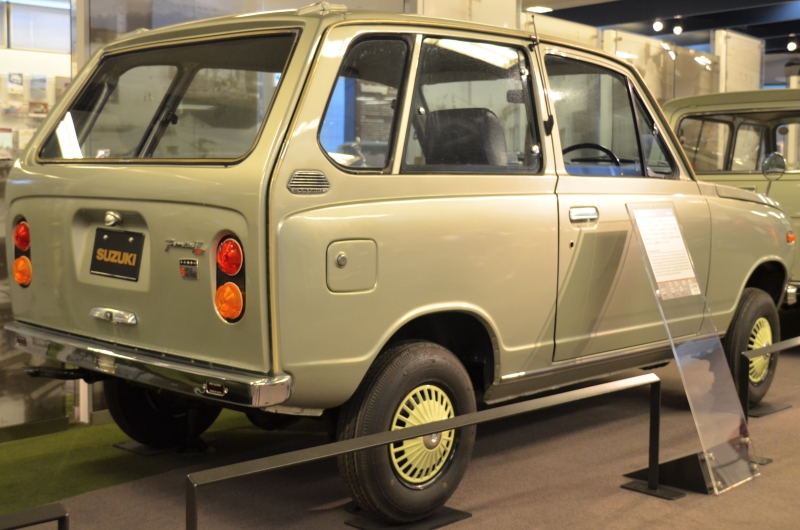
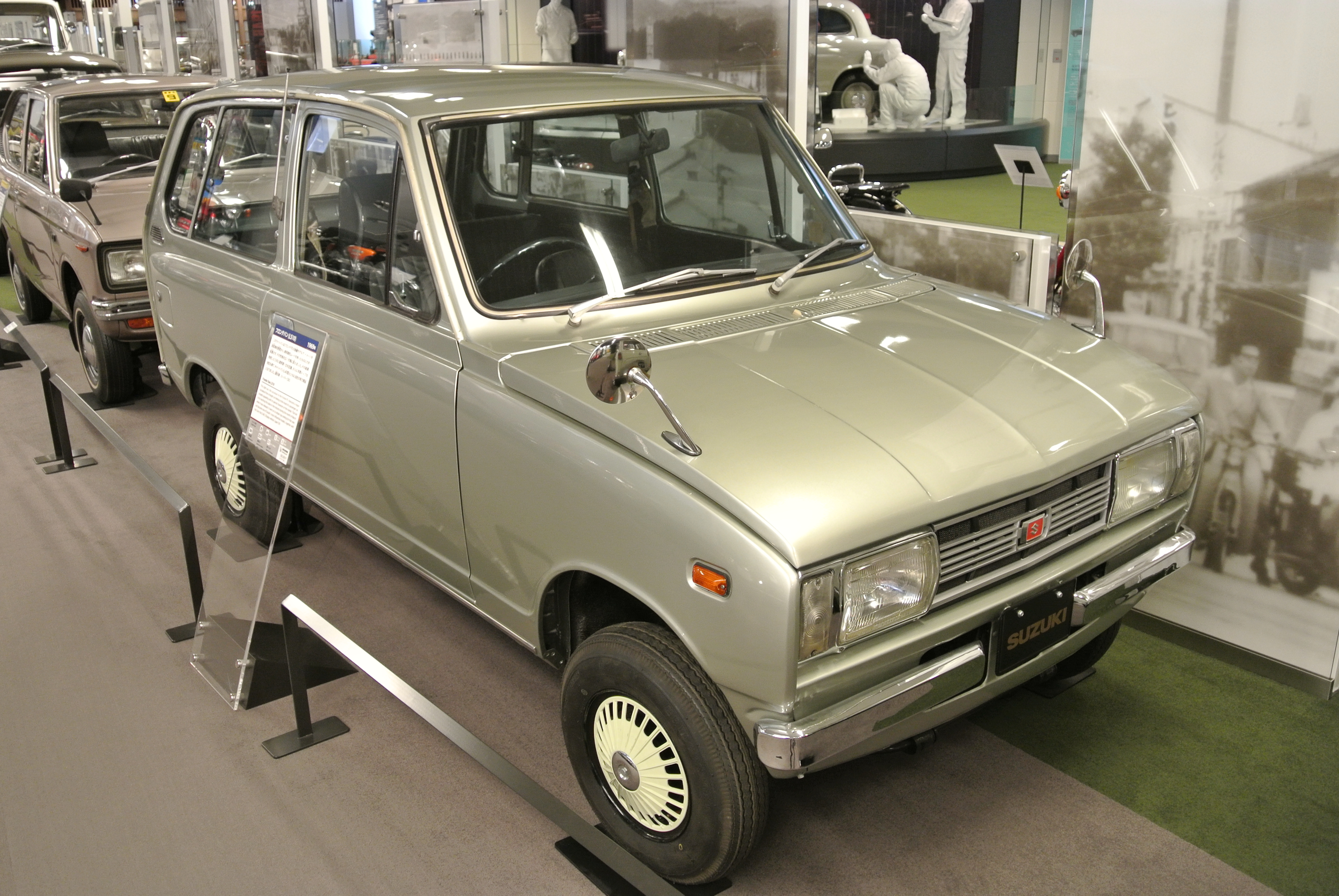

### 第三代LC10 II型（1970年-1973年）
1970年 - 11月第三代「Fronte71」（原廠代號LC10 II型）上市，按照配備多寡將車型分成Standard、DeLuxe、Super DeLuxe、Hi-Super、S、SSS、SSS-R等，其中SSS-R的「R」代表配置135SR10尺寸的輻射層輪胎。動力心臟沿用前代之356c.c.直列二缸氣冷式二衝程LC10型引擎，但馬力輸出則依調校程度而不同：Standard、DeLuxe和Super DeLuxe等三級為31ps / 6,000rpm，Hi-Super和S等二級為34ps / 6,500rpm；高端SSS和SSS-R版則為36ps / 7,000rpm。車身設計基調為二廂式，車高壓低至1,250mm（性能版SSS-R車型），導致引擎室較為扁平，故車迷稱之為「魟魚造型（スティングレイ・ルック，stingray look）」。
專門出口外銷的Fronte 500仍舊沿用475c.c.直列三缸氣冷式二衝程LC50型引擎，在三支化油器的輔助下可輸出29hp / 6,000rpm的最大馬力、4.2kg·m / 4,000rpm的最大扭力；車身外觀及內裝則與日規版相差無幾。
1971年 - 5月追加一具356c.c.直列二缸水冷式二衝程LC10W型引擎，是為Fronte71W（W即代表water），區分成GL-W、GT-W、GT-RW（R一樣代表配置輻射層輪胎）等三種車型。按調校程度差異，前者可輸出34ps / 6,000rpm之馬力，後二者則是37ps / 6,500rpm。同年7月追加水冷式GS-W、GO-W等二種車型，GS-W跟GT-W同樣底盤卻搭載34ps之動力，且設定得較為運動化；GO-W則是配備比GL-W更簡省的入門版。同年9月發售鈴木Fronte Coupe，由Fronte自成一系的運動化輕型雙門轎跑車。
同年11月進行小改款，稱作「Fronte72」，變換進氣壩造型、儀表板、座椅等處，性能版車型則更換輪轂蓋。氣冷式性能版停售，氣冷式車型稱「Business Series」，水冷式車型稱「Gorgeous Series」，水冷式性能版則稱「Sports Series」。
1972年 - 3月新設GD-W、GU-W等二種水冷式車型，前者豪華型、後者標準型，但化油器改成單支，最大馬力降為31ps。同年10月再度實施小改款，前保桿、進氣壩、引擎蓋等皆變更，頭燈從方形二燈改成圓形二燈。廢除三角形小窗，高階車型的尾燈具有橫飾條。氣冷式只剩標準型，附自動離合器。新設性能版「GT-TYPE II」車型，和Fronte Coupe的GXCF車型一樣加裝前輪碟煞裝置、串聯式主缸（tandem master cylinder）煞車等配備。

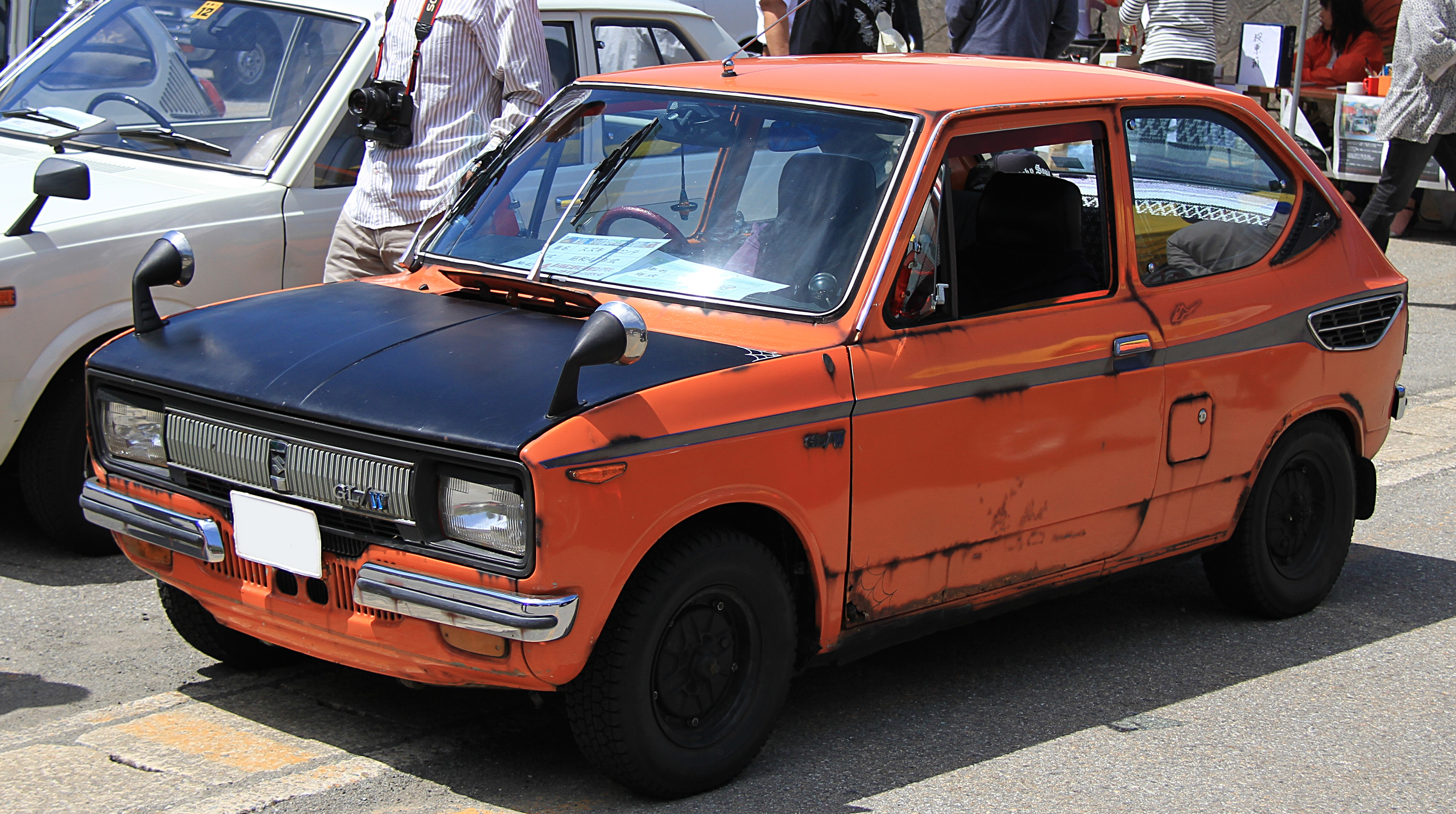
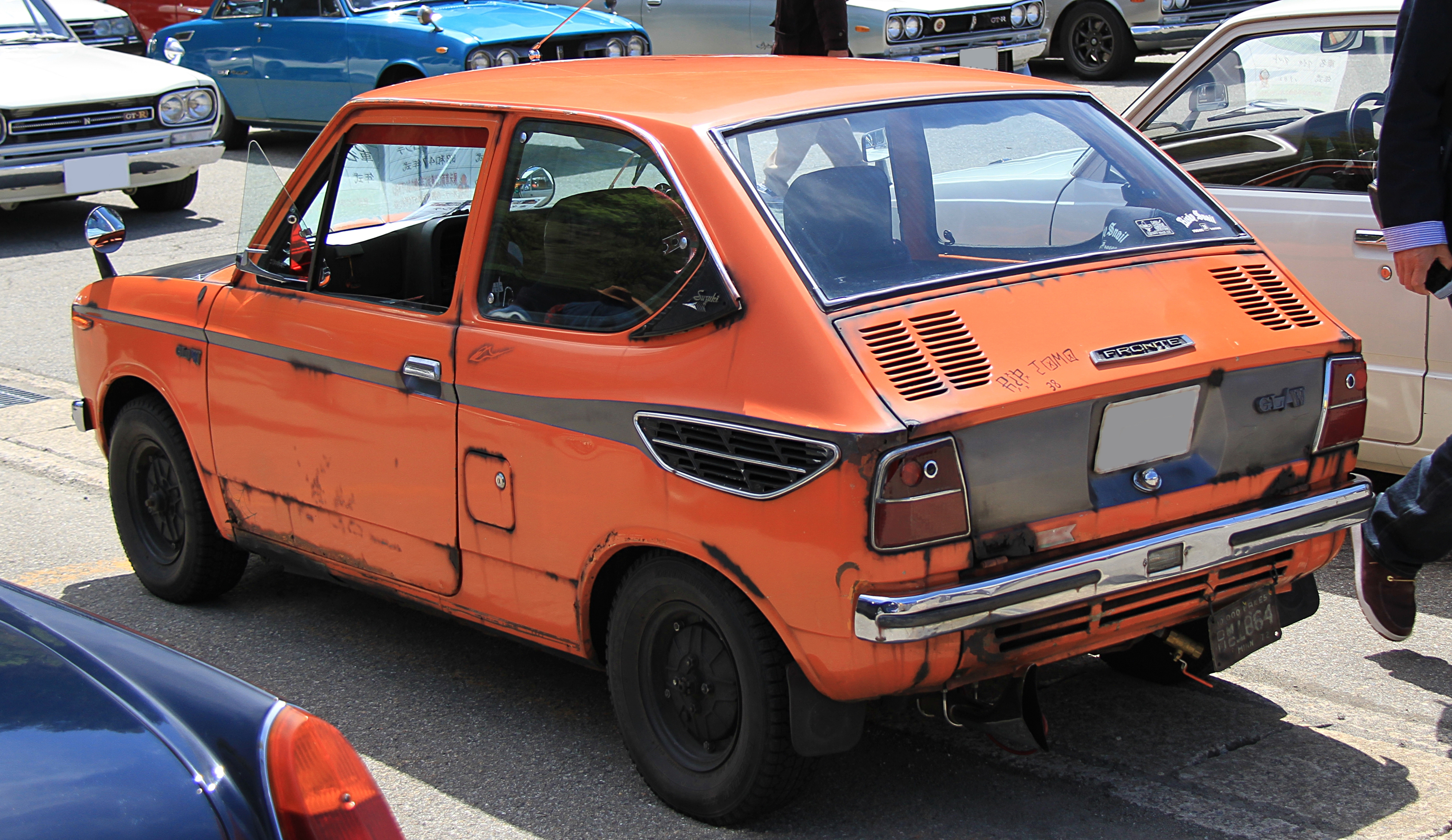
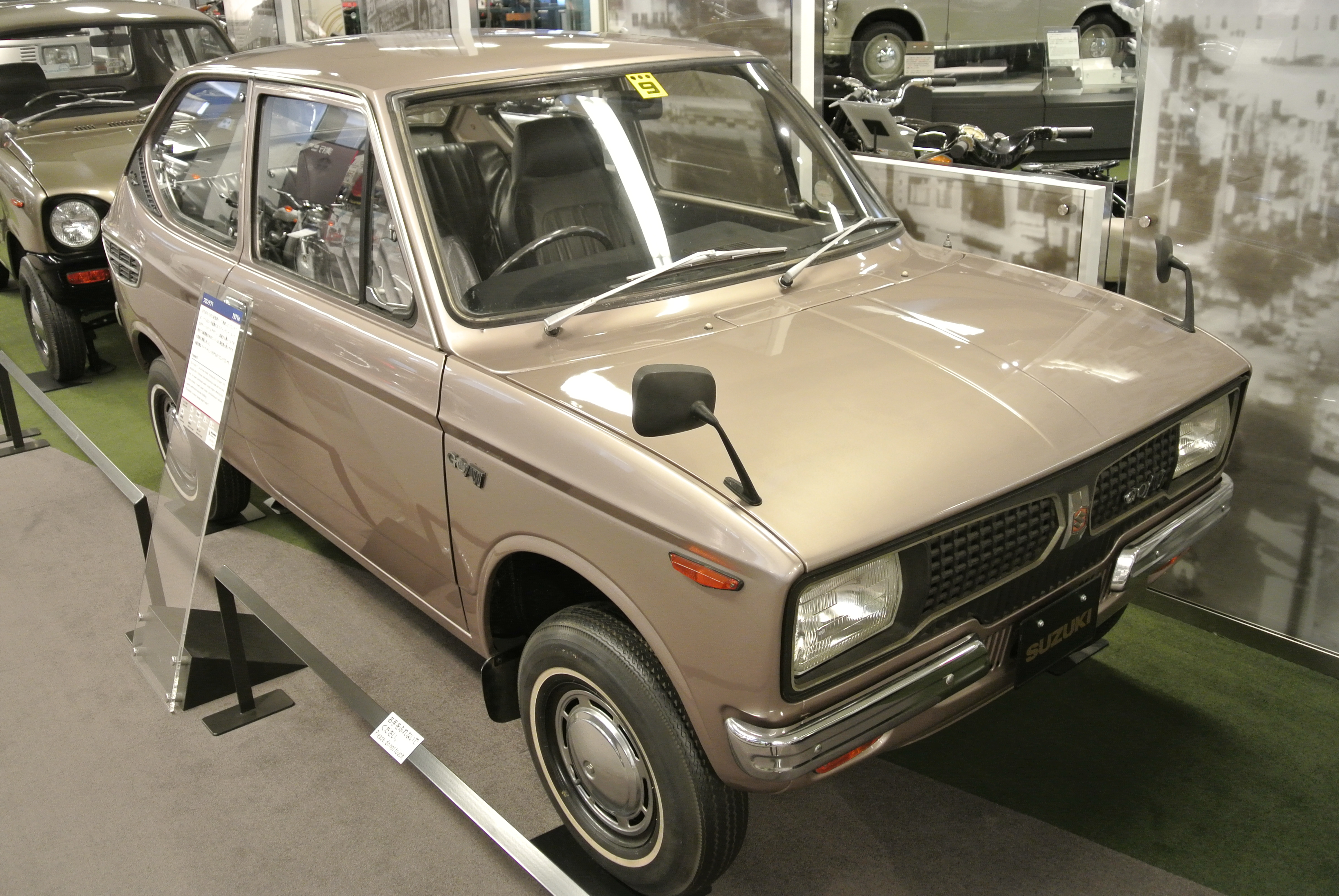
Fronte71
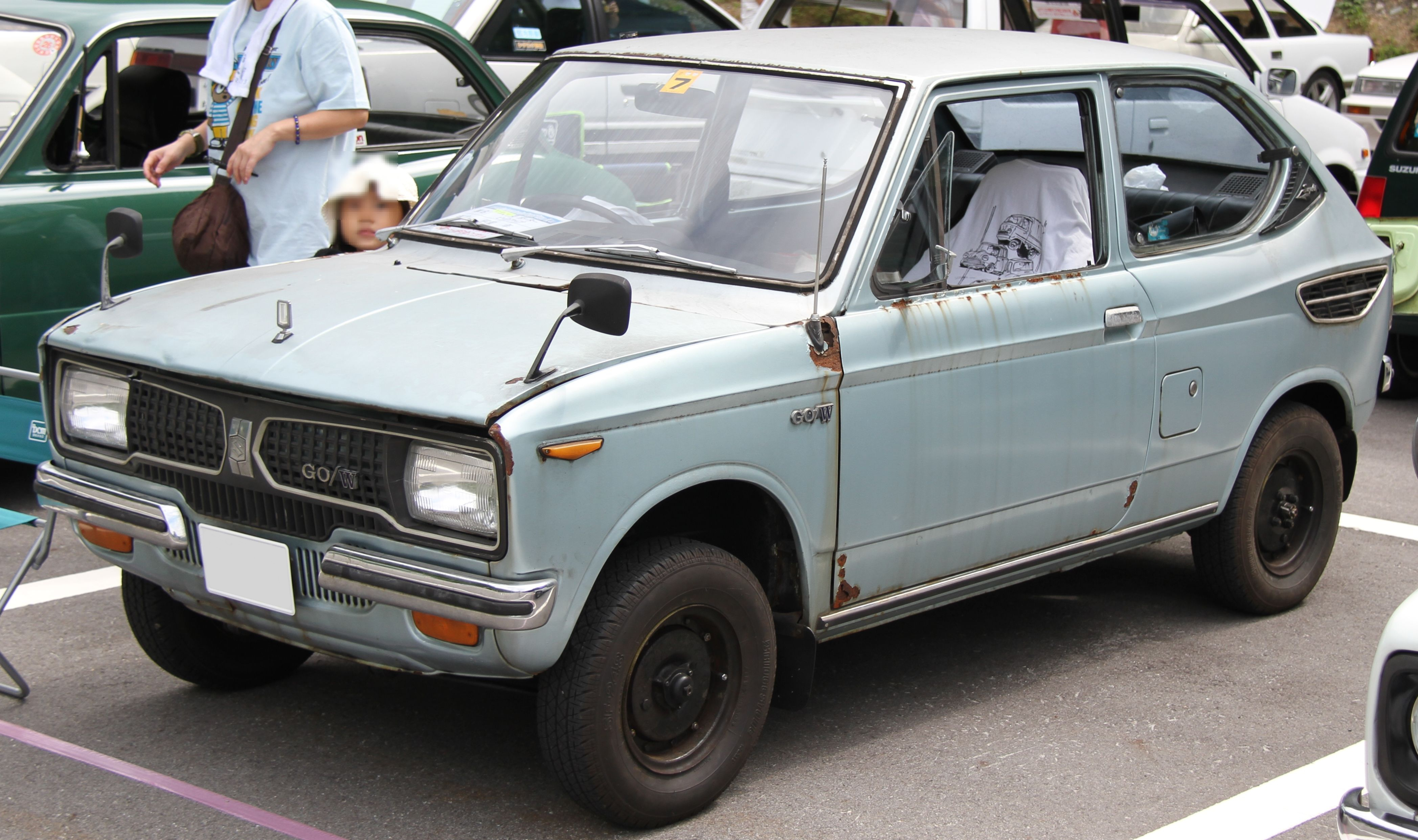

### 第四代LC20/SS10/SS20型（1973年-1979年）
1973年 - 7月大改款的第四代Fronte（原廠代號LC20）上市，一改前代「魟魚造型（スティングレイ・ルック，stingray look）」的舊思維，本代改以「橢圓外殼（oval shell）」為外形發想主軸。氣冷式引擎不再沿用，改以水冷式的356c.c.直列二缸二衝程LC10W型引擎為主力；依調校程度及化油器數量分成34ps和37ps兩種馬力輸出。除了原來的二門車型，為了拉攏具有家庭成員的消費者而新設四門車型。同時為了增加實用性，後置引擎上方開闢出行李廂，車尾玻璃可上掀以便取物。
1974年 - 7月部分改良，變更若干車型，同時37ps降為35ps、34ps降成32ps。
1976年 - 5月進行小改款，對應改制後的輕型車規制，改採443c.c.直列三缸水冷式二衝程T4A型引擎，軸距加大70mm、車長放大195mm、車寬增加100mm，內外裝也隨之變更。自此車名改稱「Fronte7-S」，原廠代號SS10。廢除性能版「GT-TYPE II」車型，全車系回歸四輪鼓煞系統。此時期日本當局對輕型車規範頻頻改制，故各家車廠頻繁推出對應車款，造成輕型車市場紊亂。
1977年 - 6月部分改良，為了對應昭和53年廢氣排放標準（昭和53年排出ガス規制），部分車型搭載由鈴木的主要對手大發工業提供的547c.c.直列二缸四衝程SOHC AB10型引擎（車型代號SS11），不過此具引擎僅作為過渡時期之備用。同時T4A型引擎加裝TC-53二段觸媒裝置（車型代號SS12），以便通過更嚴苛的昭和53年廢氣排放標準（1978年實施），但是最大馬力降至25ps / 4,500rpm。

#### Fronte Hatch/Hatch55 LS30/SH10型
1973年 - 4月原廠代號LS30的「Fronte Hatch」取代Fronte Van，動力來源乃同樣搭載於Carry和Jimny的359c.c.直列二缸水冷式二衝程L50型引擎，採取前置後驅的佈局方式。按照配備多寡，區分成E、B、D、T等車型。內裝方面雙前座增加頭枕，但仍然沿用第三代Fronte的二環式儀表板。雖然名為LS30，但底盤依然沿用LS20型，因此車身代號從LS20-200001開始編號以示區別。
1974年 - 5月部分改良，並停止入門版E車型。另外為了因應昭和50年廢氣排放標準，引擎重新調校，馬力降成26ps。同年12月，拿掉「Fronte」的銘牌。
1976年 - 因應1975年9月日本當局修正《道路運送車輛法》，引擎換裝成539c.c.直列三缸水冷式二衝程LJ50型引擎，同時車長增加200mm、車寬延伸100mm，並以「Hatch55」之名（原廠代號SH10型）上市。
1979年 - 5月因鈴木Alto上市而停產。

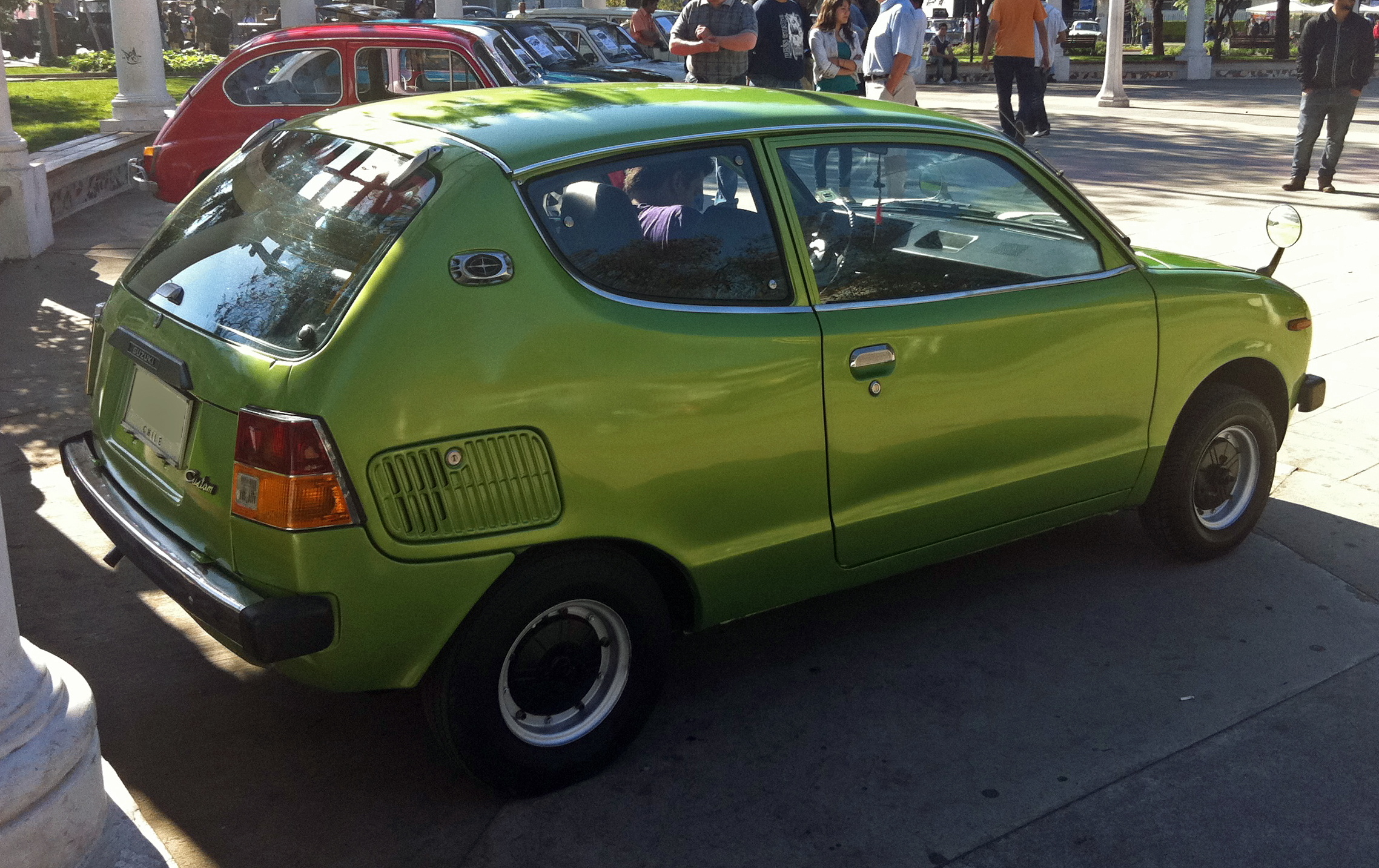
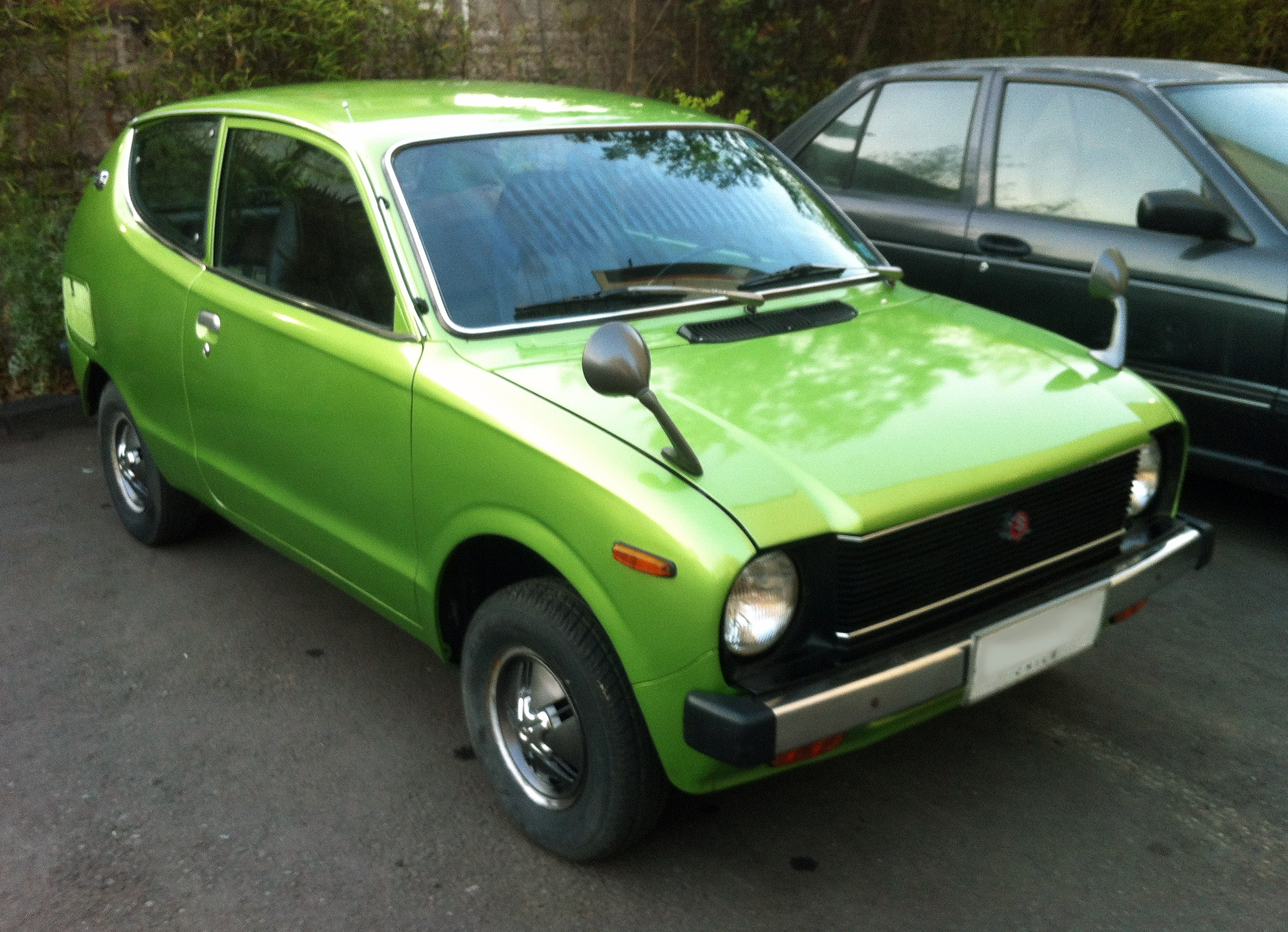

| 鈴木Fronte Hatch      | 鈴木Fronte Hatch                                                                                            | 鈴木Fronte Hatch                                                                |
| --------------------- | --- | ------------------------------------------------------------------------------- |
|                       | Hatch（LS30型）                                                                                             | Hatch55（SH10型）                                                               |
| 變速箱                | 前置後驅、四速手排                                                                                          | 前置後驅、四速手排                                                              |
| 前輪/後輪懸吊系統     | 螺旋彈簧 / 板片彈簧活軸懸吊                                                                                 | 螺旋彈簧 / 板片彈簧活軸懸吊                                                     |
| 前輪/後輪煞車制動系統 | 鼓煞 / 鼓煞                                                                                                 | 鼓煞 / 鼓煞                                                                     |
| 軸距                  | 2,005 mm（78.9英寸）                                                                                        | 2,100 mm（82.7英寸）                                                            |
| 車長/車寬/車高        | 2,995/1,295/1,380 mm 117.9/51.0/54.3 inch                                                                   | 3,195/1,365/1,375 mm 125.8/53.7/54.1 inch                                       |
| 空重                  | E：520（1,150磅） B和Custom：525（1,157磅） D和T： 530（1,170磅）                                           | B：550（1,210磅） D和T：555（1,224磅）                                          |
| 引擎                  | 直列二缸水冷式二衝程L50型                                                                                   | 直列三缸水冷式二衝程LJ50型                                                      |
| 引擎壓縮比            | 7.0: 1，6.8: 1（1976年）                                                                                    | 6.4: 1                                                                          |
| 排氣量（缸徑x衝程）   | 359c.c.（61.0 x 61.5mm）                                                                                    | 539c.c.（61.0 x 61.5mm）                                                        |
| 化油器                | 單腔 | 單腔                                                                            |
| 最大馬力              | 73年4月-74年5月：28ps / 5,500rpm 74年5月-75年9月：26ps / 5,500rpm 75年9月-76年6月：25ps / 5,500rpm          | 25ps / 4,500rpm                                                                 |
| Torque                | 73年4月-74年5月：3.8kg·m / 5,000rpm 74年5月-75年9月：3.8kg·m / 4,500rpm 75年9月-76年6月：3.7kg·m / 4,500rpm | 5.1kg·m / 3,000rpm                                                              |
| 極速                  | 105 km/h（65 mph）                                                                                          | 105 km/h（65 mph）                                                              |
| 荷重                  | 300（660磅）或四人乘坐時150（330磅） 200或100（440或220磅）（1976年Custom車型）                             | 300（660磅）或四人乘坐時150（330磅） 200或100（440或220磅）（1976年Custom車型） |
| 輪胎                  | 4.50-10 6PR                                                                                                 | 5.00-10                                                                         |
| 建議售價              | E：¥351,000、B：¥366,000 D：¥399,000、T：¥418,000                                                           |                                                                                 |

### 第五代SS30/SS40/SS80型（1979年-1984年）
1979年 - 5月大改款的第五代Fronte發售，同時發售商用輕型貨車第一代Alto，是為其兄弟車。動力來源分成二種：二衝程的539c.c.直列三缸水冷式T5B型引擎（原廠代號E-SS30S，FX車型）、四衝程的543c.c.直列三缸SOHC F5A型引擎（原廠代號E-SS40S，FS車型）。值得注意的是，T5B型為了因應昭和53年度廢氣排放標準，原廠採用「TC-53二段觸媒裝置」，配置雙重蜂巢結構的酸化觸媒，以氣壓幫浦二次供應空氣，以淨化其尾氣（屬於商用車的Alto不適用此排放標準，所以沒有淨化裝置）。由於軸距延伸至2,150mm，車室空間比前代更為寬廣，車尾玻璃採上掀式設計。
1980年 - 3月位於紐西蘭旺加努伊的南太平洋鈴木組裝廠（South Pacific Suzuki Assembly Plant）所組裝生產的鈴木Alto（SS80型）上市，搭載796c.c.直列三缸SOHC F8B型引擎。雖然F8B型引擎的馬力輸出較大，但過疏的變速箱齒輪比導致油耗表現不佳。
1981年 - 5月日本市場停產二衝程引擎車型。7月開始出口外銷，部分國外市場稱為「鈴木SS40」，歐洲市場則稱為「鈴木Alto」，配置796c.c.直列三缸SOHC F8B型引擎（原廠代號SS80）。而且車長因新保桿之故而增加100mm，輪圈也改成12英吋。
1982年 - 10月實施小改款，高階車型配備了數位式儀表板，頭燈也改成四角形。
同年9月原廠與巴基斯坦當局合資的巴基鈴木公司開始組裝生產「鈴木FX 800」，同樣配置796c.c.直列三缸SOHC F8B型引擎。內裝原來採黑色設計，後來改成米黃色。直到1989年，這款車才被鈴木Mehran（原型車為第二代Alto）取代。
1983年 - 12月以第五代Fronte為藍本，針對印度的道路狀況及消費者口味稍事修改的「馬魯蒂800」正式在該國推出，由鈴木公司與印度國營企業共同出資的馬魯蒂·烏德酉葛公司（馬魯蒂鈴木公司前身）製造組裝。這款車的產品生命週期長達31年之久，為目前印度車壇上第二長壽的車款，僅次於印度斯坦Ambassador（後者高達56年之久）。在31年裡共製造出廠了295萬輛，其中有21萬輛外銷至其他國家。
此外，位於肯亞奈洛比的庫柏汽車曾於1980年代經原廠授權，在當地組裝銷售四門SS80車型的Fronte。

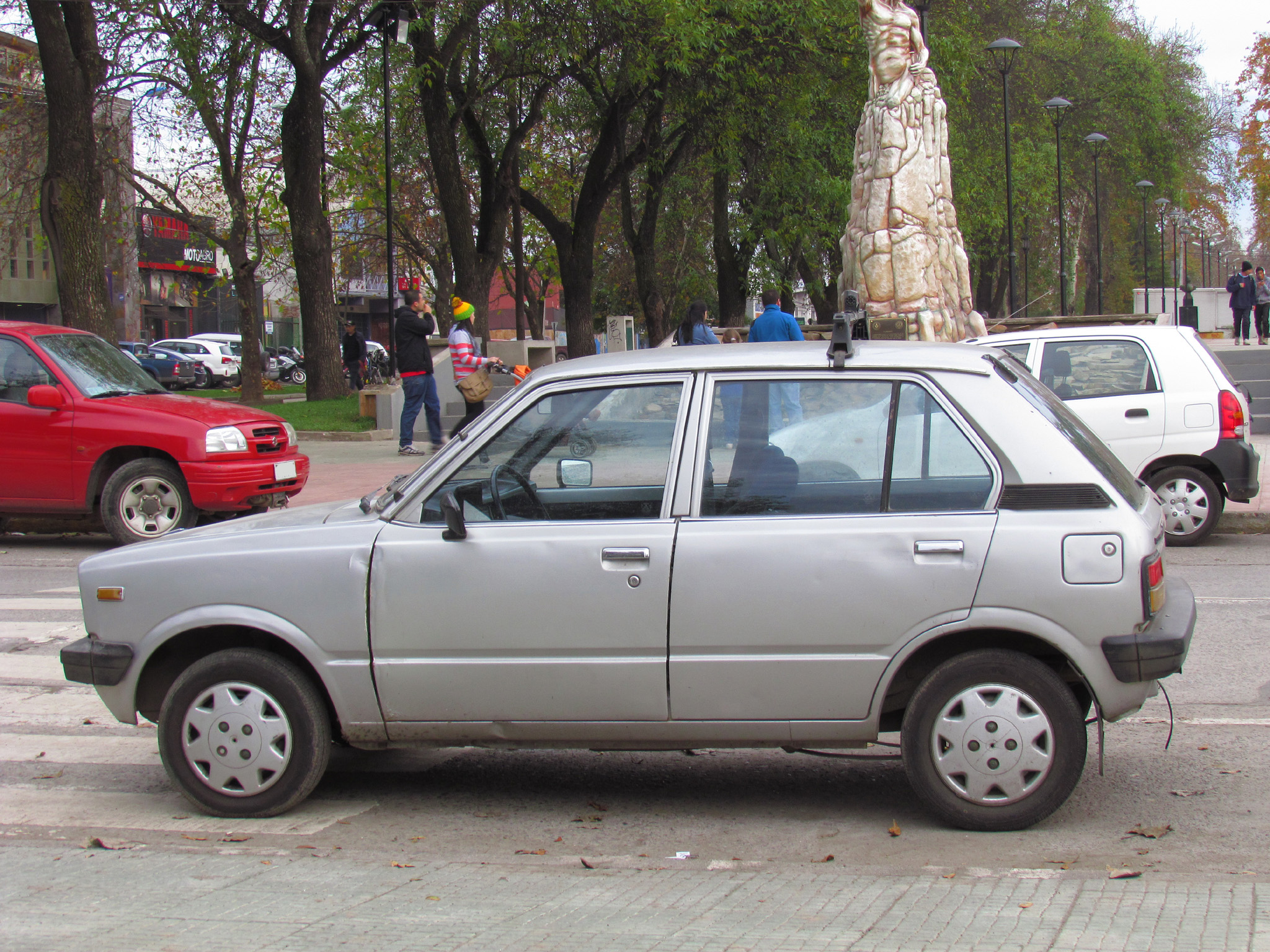
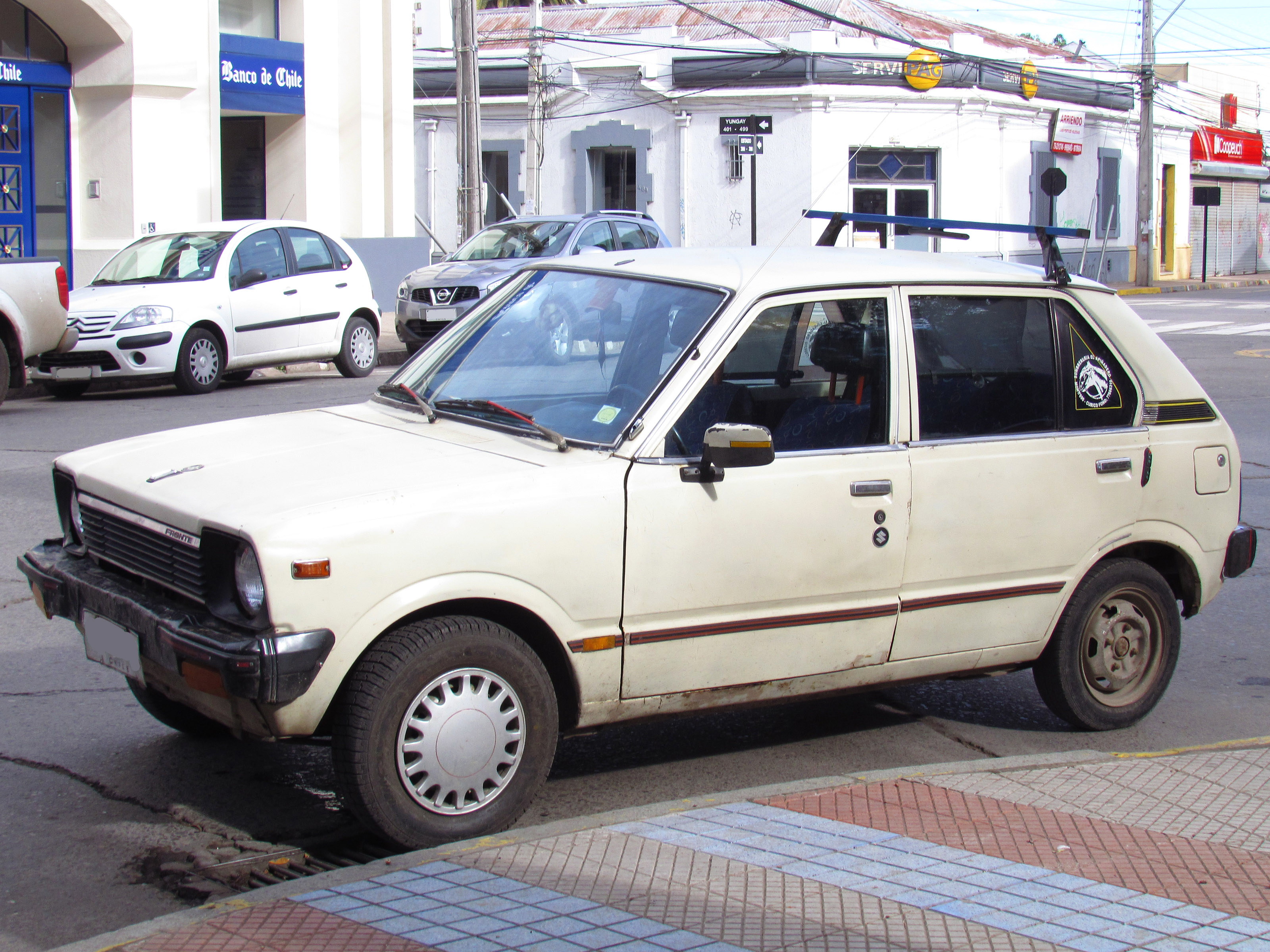
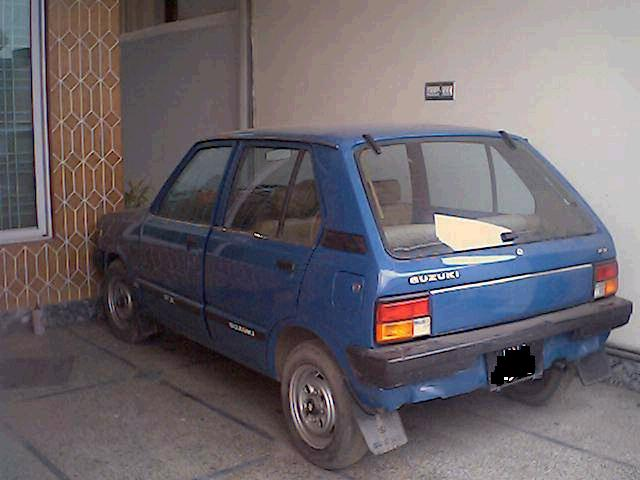

### 第六代CB71/CB72/CB91型（1984年-1988年）
1984年 - 9月發售大改款的第六代Fronte（原廠代號CB71），此代車身仍維持掀背車格式，部分車型和第二代Alto一樣配置旋轉式駕駛座，最高端的FG車型配有五速手排變速箱或二速自動排檔、前輪碟煞系統，其餘車型皆為四速手排、四輪鼓煞系統。和兄弟車Alto相比，Fronte的變速箱齒輪比更為綿密，故極速120km/h比Alto的118km/h高。
外銷歐洲市場的車型搭載796c.c.直列三缸SOHC F8B型引擎，原廠代號雖為CB91卻稱作「鈴木Alto」，可配合四速手排或二速自排變速系統。因為換裝比較大的前候保桿，歐規版比日規版多了105mm長、10mm寬。外銷其他市場的車名則稱為「鈴木SB305」（搭載F5A型引擎），或者「鈴木SB308」（F8B型引擎）。
1985年 - 10月推出特仕車「Wit」，增加空調系統和旋轉式駕駛座。
1986年 - 1月以此代Fronte為底本的第二代馬魯蒂800在印度正式面世，基本機械構造不變，僅針對前後保桿、進氣壩等處的造型稍作修改。這個車款在當地相當長壽，直到2014年1月才宣佈停產。
同年7月進行小改款（原廠代號CB72），全車系的後輪懸吊系統改為新開發的ITL獨立拖曳連桿（isolated trailing link之縮寫），後軸兩端設有活動關節，所以左右車輪彈跳時對於彼此的影響較小，屬於半獨立懸吊。大燈造型改變，儀表板也稍微變更，自動空調系統可以加價選購。同年11月推出「Wit Custom」特仕車，具有自動空調系統、灰色調保險桿等。
1987年 - 1月推出三門運動化車型「Twincam 12GR」，配置543c.c.直列三缸DOHC F5A型引擎，可輸出42hp / 7,500rpm的最大馬力。同年9月追加三速自排變速箱及特仕車「We've」。另外推出五門運動化車型「Twincam 12FR」，同樣搭載543c.c.直列三缸DOHC F5A型引擎。
1988年 - 1月原廠在布魯塞爾車展發表歐規版的小改款，與日規版相去不遠。此車型由印度馬魯蒂·烏德酉葛公司（今馬魯蒂鈴木公司）組裝製造，直至1993年才停售。

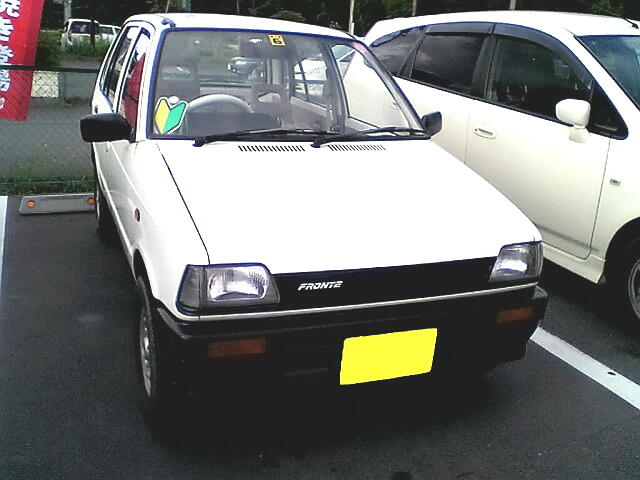
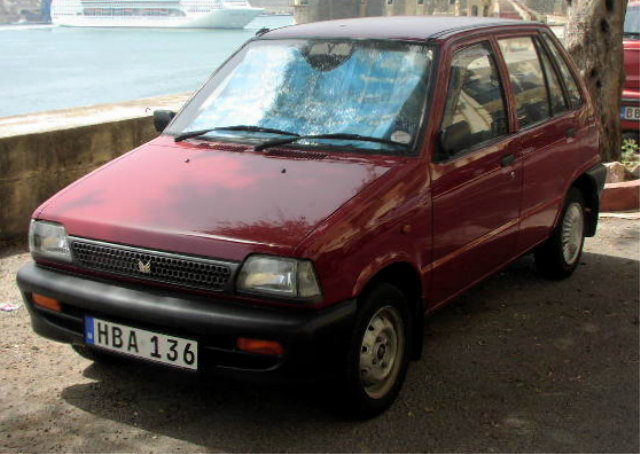
兄弟車第二代馬魯蒂800

### 第七代CN11S/CP11S型（1988年-1989年）
1988年 - 10月發售大改款的第七代Fronte（原廠代號CN11S型），搭載全新開發的547c.c.直列三缸SOHC F5B型引擎。外觀方面除了進氣壩之外，其餘部分與兄弟車第三代鈴木Alto並無差異。頂級車型配置了前輪碟煞系統、12吋輻射層輪胎等，特仕車則維持We've、Wit等車型。此代車款僅有五門掀背之設定，完全取消三門車型；另有4WD車型（原廠代號CP11S型）。
1989年 - 由於4月1日日本當局停徵选择性销售税、改實施消費稅，導致輕型車的利潤變得微薄。為了降低開發成本，Fronte車系併入Alto車系，併於3月底停售。這也創下Fronte車系有史以來，最短只有6個月的產品生命週期。

### 安馳MC6330E
1970年成立的安徽安馳汽車工業有限公司（今屬江淮汽車集團），1980年代進入汽車製造業。1994年以第七代Fronte為藍本，搭載796c.c.直列三缸SOHC F8B型引擎，推出「安馳MC6330E」，直到2001年因公司經營不善而停產。

## 外部連結
- （日語）GAZOO.com：スズキ スズライト・フロンテ360